# Jürgen Hönscheid

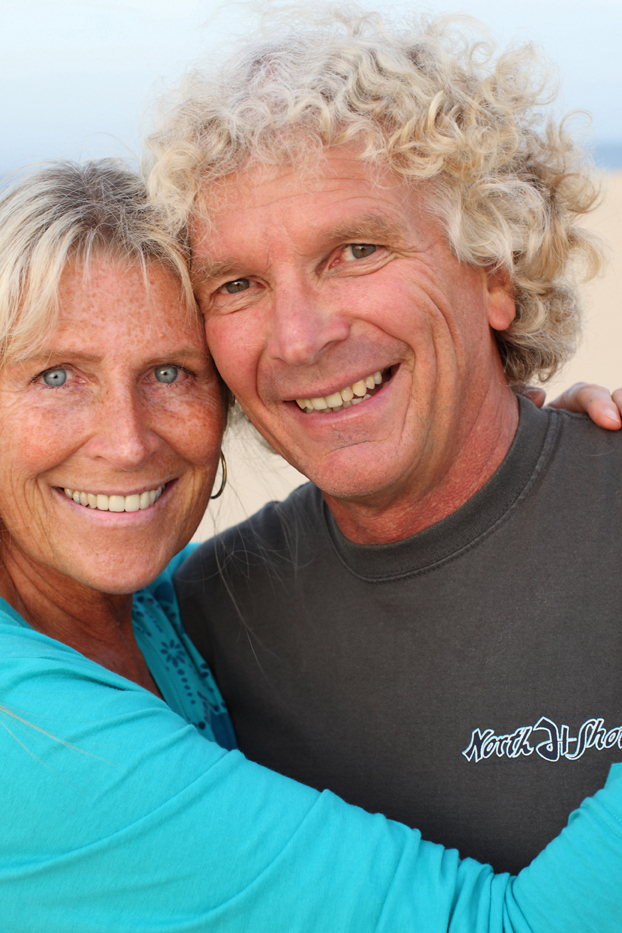
Ute und Jürgen Hönscheid (2009)

Jürgen Hönscheid (* 1954 auf Sylt) ist ein deutscher Windsurfer, der als Mitbegründer des Brandungssurfens gilt. Er wurde 1974 Vizeweltmeister im Tandemwindsurfen, 1982 der erste deutsche Windsurf-Profi und ist Fachbuchautor zum Thema Windsurfen.

## Leben
1966 lernte Hönscheid Wellenreiten am Brandenburger Strand auf Sylt. Einige Rettungsschwimmer hatten sich Surfbretter aus Biarritz mitgebracht, die er sich mit seinen Freunden als Gegenleistung für Aushilfsarbeiten ausleihen durfte. 1970 verbrachte er vier Wochen auf Gran Canaria, wo seine spätere Leidenschaft für die Kanarischen Inseln entstand. Auf Gran Canaria konnte er erstmals mit Shortboards, wendigen Brettern mit einer Leash, Wellenreiten gehen. Damals dominierten noch große, schwerfällige Longboards diesen Sport.
1973 begann er mit dem Windsurfen und wurde ein Jahr später mit Calle Schmidt Vizeweltmeister auf dem Tandemboard. 1978 heiratete Hönscheid und reiste 1981 zusammen mit seiner Frau Ute und den Töchtern Bitsy (* 1978) und Sonni (* 1981) das erste Mal nach Fuerteventura, das touristisch noch kaum erschlossen war.
1982 wurde er mit einem Sponsorenvertrag von F2 Deutschlands erster Windsurf-Profi. Als im gleichen Jahr Dreharbeiten für ein F2-Marketing-Video nicht wie geplant in Tunesien durchgeführt werden konnten, reiste das gesamte Team auf Vorschlag von Hönscheid nach Fuerteventura, wo das Projekt abgeschlossen wurde. Dieser Film und Jürgen Hönscheid sorgten 1982 auf der boot in Düsseldorf für großes Aufsehen. In der Folge galt Fuerteventura unter Windsurfern zeitweilig als „Hawaii Europas“. Im Laufe der Jahre siedelten sich eine Reihe international bekannter Windsurfer auf Fuerteventura an.
Beim ersten, von ihm mitorganisierten Windsurf World Cup auf Fuerteventura, für den unter anderem auch Robby Naish, Pete Cabrinha, Mike Eskimo, Phillip Pudenz, Kai Schnellbacher und Charly Messmer gemeldet waren, gab es aufgrund einer tagelangen Windstille keine Wertung.
1983 führte Jürgen Hönscheid die World-Cup-Gesamtwertung im Windsurfen an, als ihn drei gebrochene Halswirbel nach einem schweren Trainingsunfall vor Sylt an der weiteren Teilnahme der Tour hinderten. Bereits im Frühjahr 1984 erreichte er beim World Cup in Omaezaki (Japan) erneut den ersten Platz in der Disziplin Waveriding.
1986 wurden ihm und seiner Familie die zahlreichen Reisen mit bis zu 300 Kilogramm Gepäck rund um den Erdball zu viel. Er kündigte seinen noch mehrere Jahre laufenden Profivertrag als Teamfahrer und Boardentwickler bei Mistral, wo er ab 1984 tätig war. Anschließend verkaufte er seine Surfschule am Brandenburger Strand, den Surf Shop Sylt samt Segelmacherei, verpachtete sein Haus in Westerland und wanderte mit der Familie nach Fuerteventura aus.
Hönscheid hatte in seinen Jahren als Profi von den damals bekanntesten Boardentwicklern (Shapern) das Shapen gelernt und war unter anderem für das Design der in den 1980ern bekannten Windsurfbretter Strato, Comet, Sunset, Starlit und Bullit von F2 verantwortlich. Daher machte er sich in seiner neuen Heimat mit der Entwicklung von Windsurf- und Wellenreitboards in einer kleinen Werkstatt selbständig. 1998 eröffnete er seinen eigenen Surf-Shop, der bis 2020 als Familienbetrieb bestanden hat.
1990 kam seine jüngste Tochter Janni zur Welt, die 2013 Deutsche Meisterin im Wellenreiten sowohl auf dem Short- als auch auf dem Longboard wurde. Sein 1994 geborener Sohn Dennis starb 1997 an den Folgen eines Behandlungsfehlers. Sonni ist 12-fache Deutsche Meisterin im Wellenreiten und mehrfache Stand Up Paddling (SUP) Weltmeisterin. 2008 veröffentlichte er seine Autobiografie „Mein Arbeitgeber ist der Wind“, in der er Fotos, Anekdoten und Fakten im Rückblick auf 50 Jahre Windsurf- und Wellenreitergeschichte zusammengetragen hat.
Jürgen Hönscheid ist dem Windsurfen bis heute treu geblieben und seit einigen Jahren auch im Stand Up Paddling aktiv.

## Sportliche Erfolge
- 1974 Vizeweltmeister im Tandemsurfen
- 1976 Gewinner des World Cup vor Westerland in der Disziplin Brandungssurfen
- 1976–1983 mehrfache Siege beim Euro Funboardcup
- 1981 Geschwindigkeitsrekord in Weymouth, Südengland[14]
- 1982 Gewinn des Geschwindigkeitswettbewerbs Maalaea Dash auf Maui, Hawaii
- 1983 Sieg beim World Cup vor Westerland, dem Vorgänger des Windsurf World Cup Sylt, in der Disziplin Brandungssurfen
- 1983 Gewinn des World Cup in La Torche
- 1985 Gewinn des World Cup in Omaezaki, Japan

## Werke
- Jürgen Hönscheid: Mein Arbeitgeber ist der Wind. 50 Jahre Surf- und Windsurfgeschichte(n). Terra-Oceanis-Verlag, Kiel 2008, ISBN 978-3-00-025708-7.
- Jürgen Hönscheid: Brandungssurfen. Delius Klasing, Bielefeld 1985, ISBN 3-7688-0345-7.
- Jürgen Hönscheid: Heavy weather windsurfing. Stanford Maritime, London 1984, ISBN 0-540-07285-0.
- Jürgen Hönscheid: Starkwind. Windsurfen mit Funboards und Sinker. Mosaik-Verlag, München 1984, ISBN 3-570-02018-5.

## Bilder

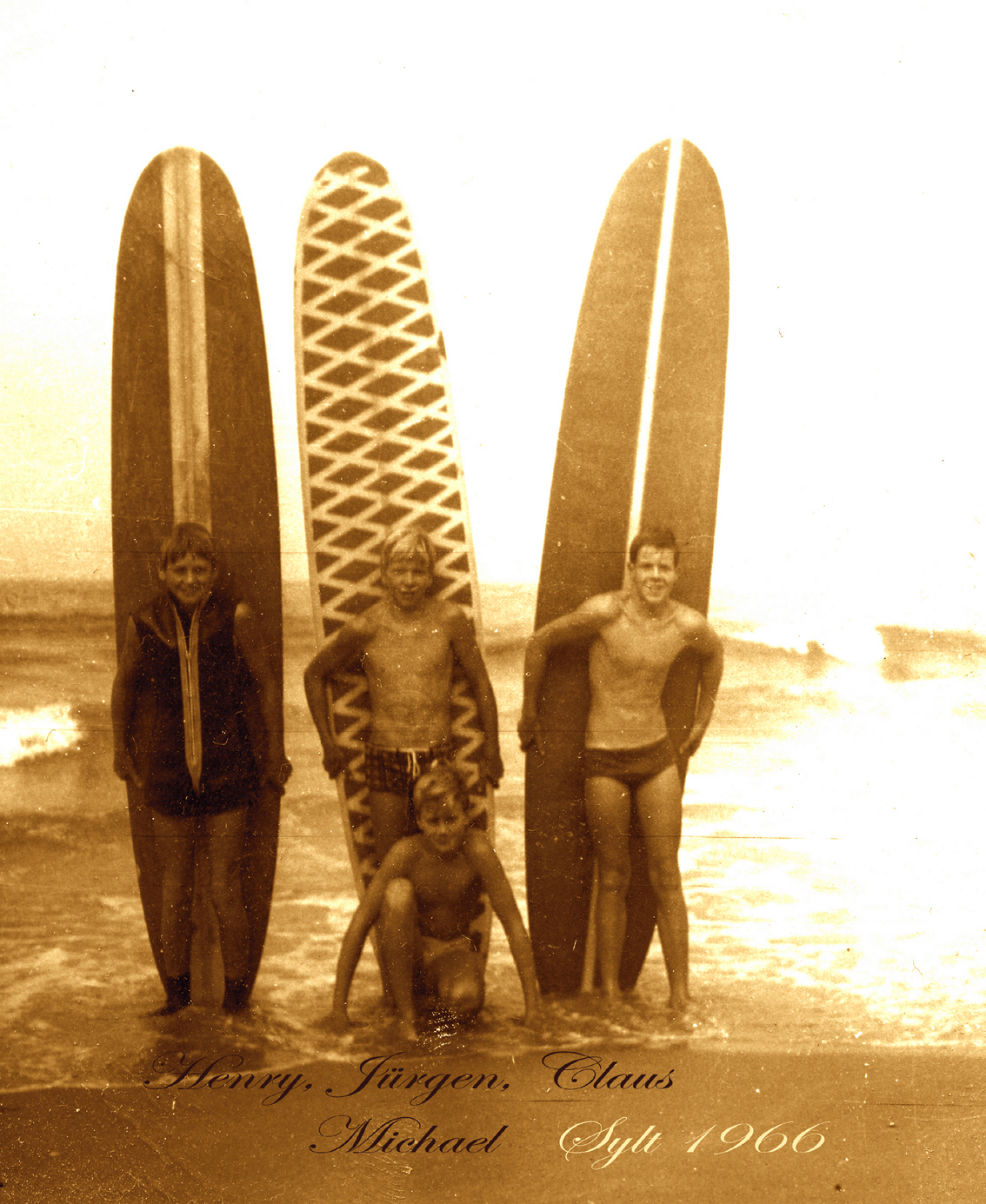
1966 mit Longboards auf Sylt
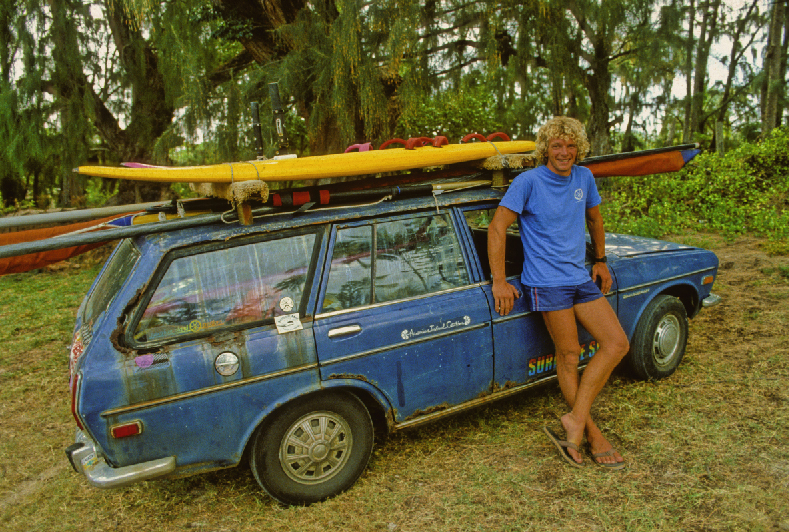
1978 auf Hawaii
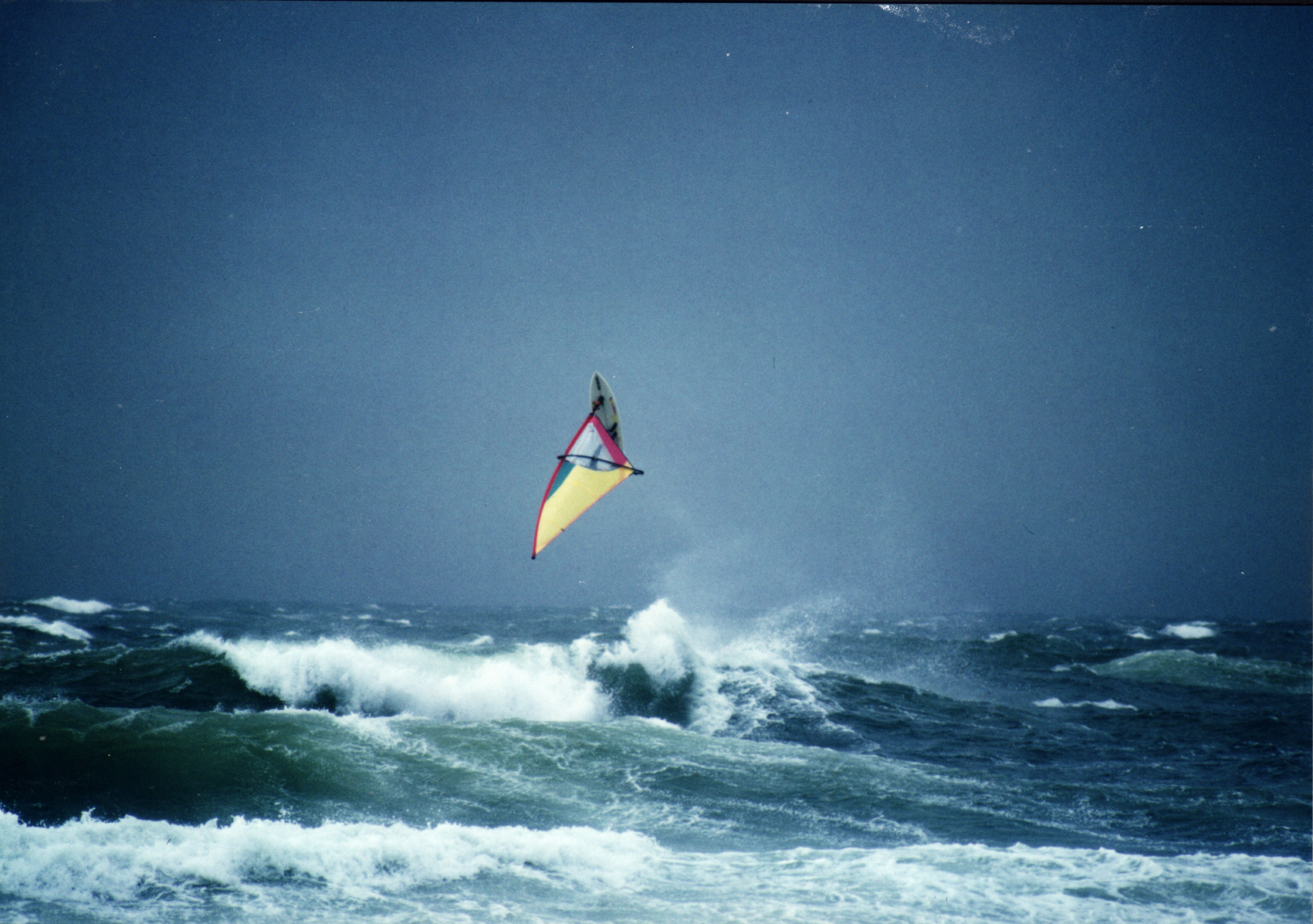
1983 Brandungssurfen vor Sylt
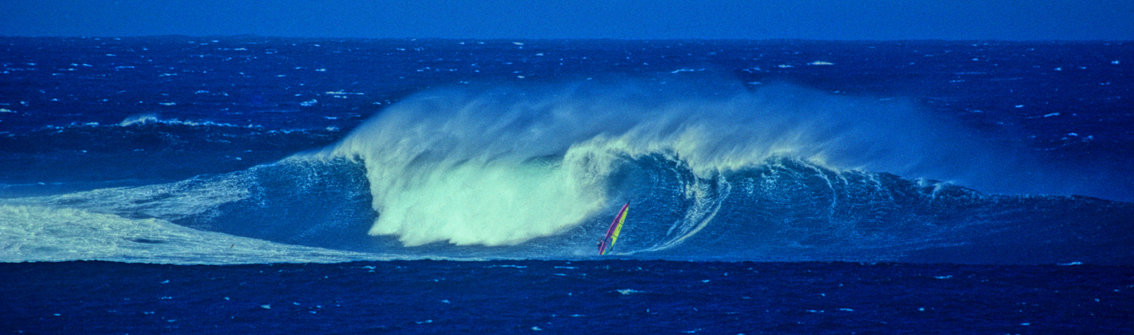
Beim Big-wave-Windsurfen vor Fuerteventura (1990)
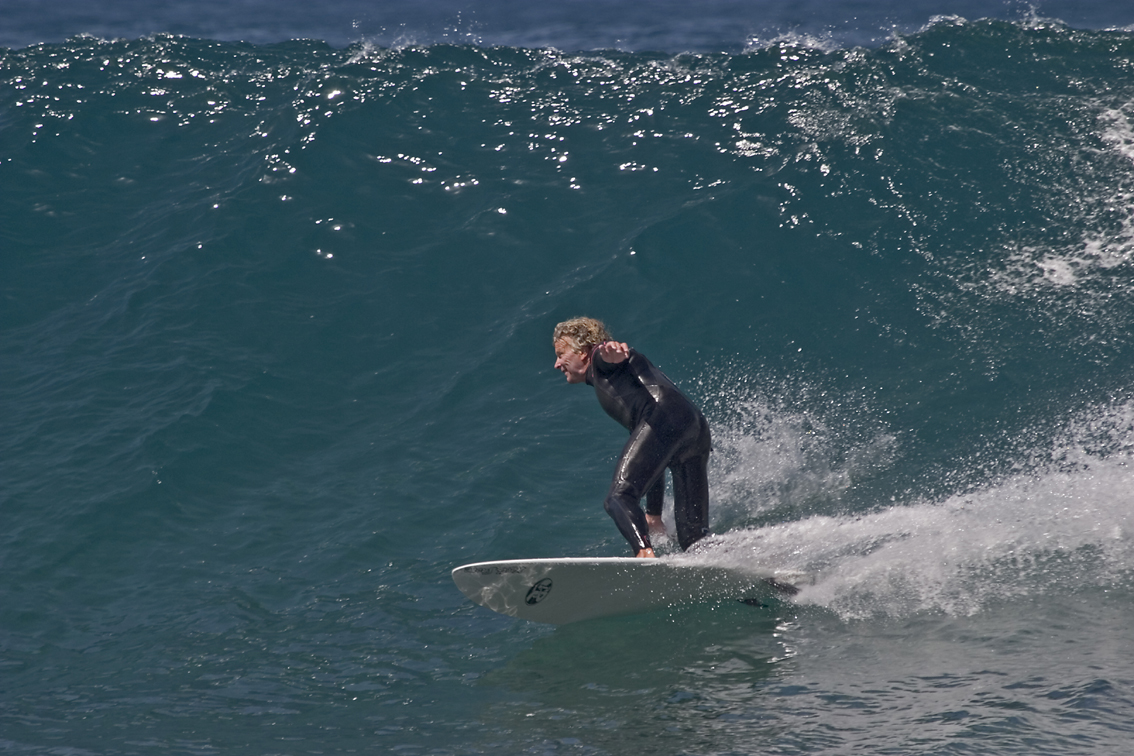
2004 beim Wellenreiten
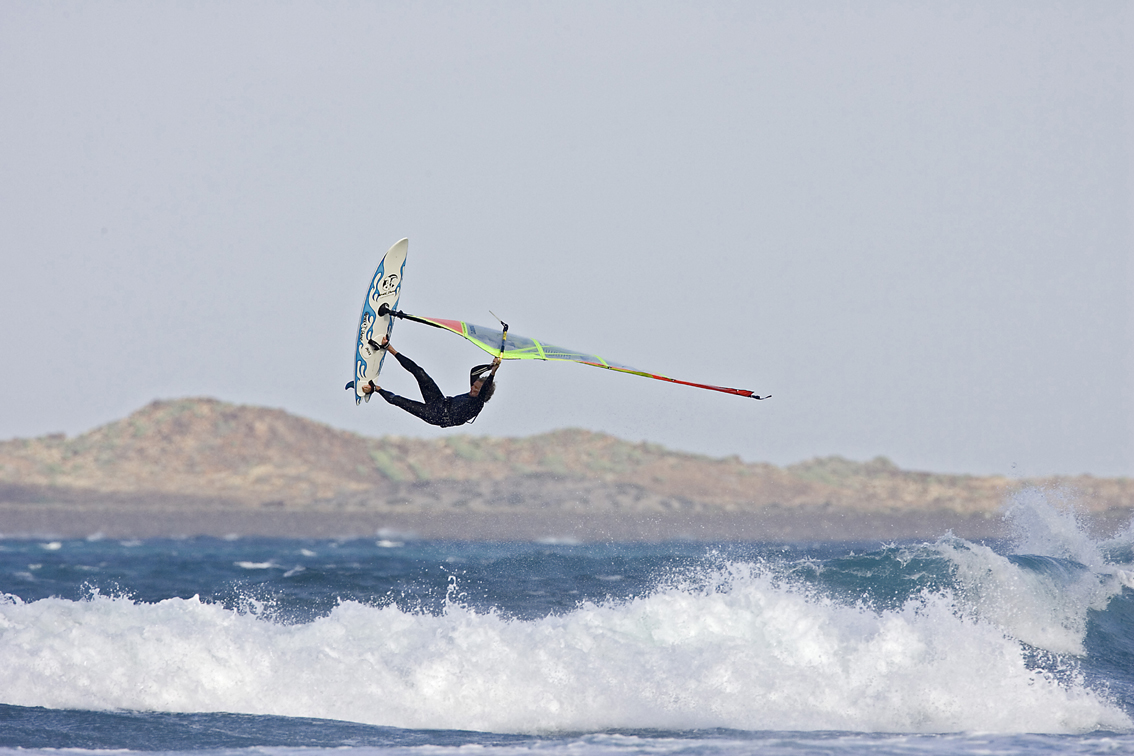
2004 vor Fuerteventura
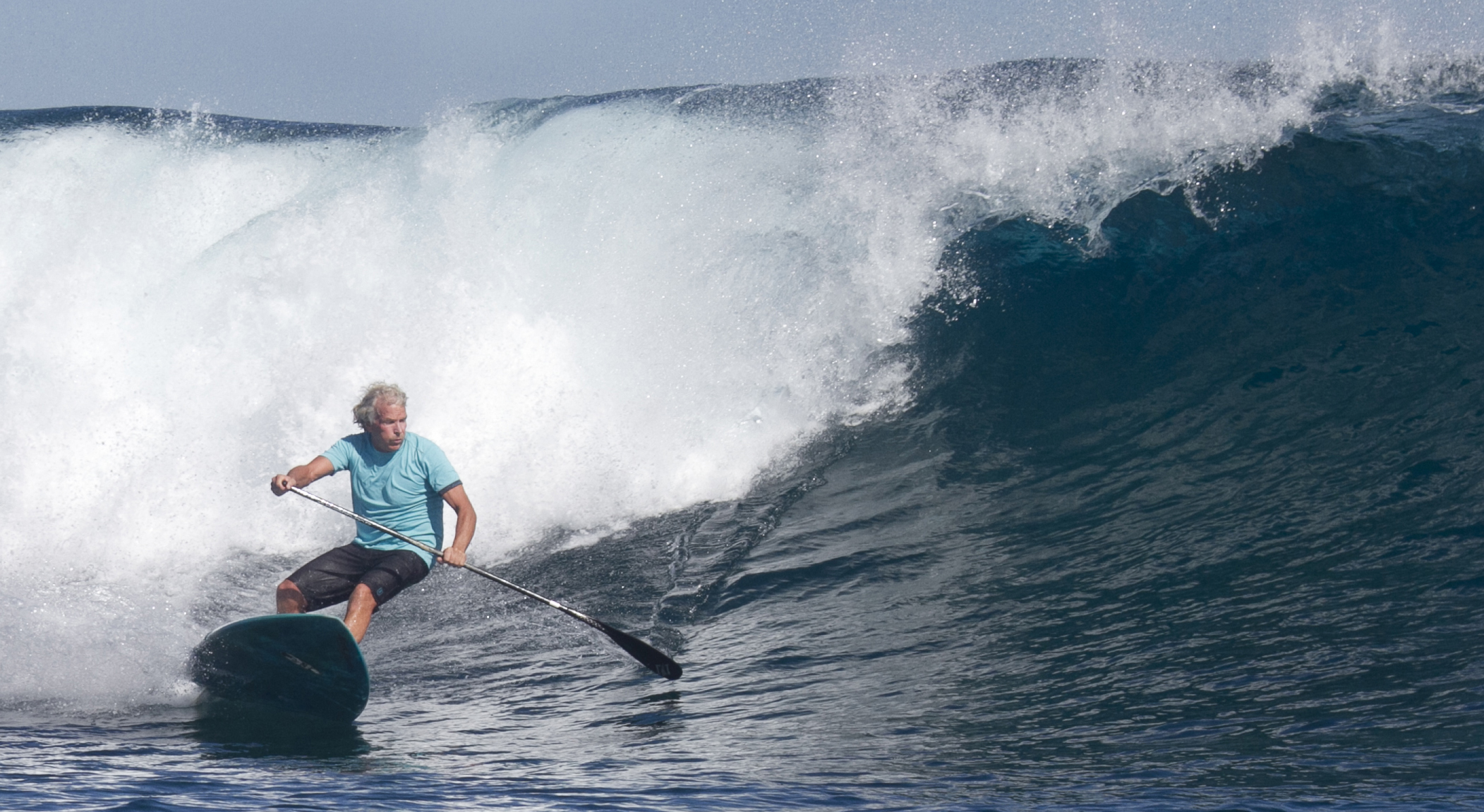
2012 SUP in Brandungswellen